# Comuna Mărișelu, Bistrița-Năsăud
Mărișelu (în maghiară: Nagyfalu, în germană: Grossendorf) este o comună în județul Bistrița-Năsăud, Transilvania, România, formată din satele Bârla, Domnești, Jeica, Măgurele, Mărișelu (reședința), Nețeni și Sântioana.

## Demografie
Componența etnică a comunei Mărișelu
     Români (75,42%)
     Romi (11,49%)
     Maghiari (4,45%)
     Alte etnii (0%)
     Necunoscută (8,64%)
Componența confesională a comunei Mărișelu
     Ortodocși (81,97%)
     Evanghelici luterani (3,61%)
     Penticostali (2,72%)
     Fără religie (1,65%)
     Alte religii (1,29%)
     Necunoscută (8,77%)
Conform recensământului efectuat în 2021, populația comunei Mărișelu se ridică la 2.246 de locuitori, în scădere față de recensământul anterior din 2011, când fuseseră înregistrați 2.383 de locuitori. Majoritatea locuitorilor sunt români (75,42%), cu minorități de romi (11,49%) și maghiari (4,45%), iar pentru 8,64% nu se cunoaște apartenența etnică. Din punct de vedere confesional, majoritatea locuitorilor sunt ortodocși (81,97%), cu minorități de evanghelici luterani (3,61%), penticostali (2,72%) și fără religie (1,65%), iar pentru 8,77% nu se cunoaște apartenența confesională.

## Politică și administrație
Comuna Mărișelu este administrată de un primar și un consiliu local compus din 11 consilieri. Primarul, Horea-Călin Petruț[*], de la Partidul Social Democrat, este în funcție din 2016. Începând cu alegerile locale din 2024, consiliul local are următoarea componență pe partide politice:
|  | Partid                                 | Consilieri | Componența Consiliului | Componența Consiliului | Componența Consiliului | Componența Consiliului | Componența Consiliului | Componența Consiliului | Componența Consiliului |
|  | -------------------------------------- | ---------- | ---------------------- | ---------------------- | ---------------------- | ---------------------- | ---------------------- | ---------------------- | ---------------------- |
|  | Partidul Social Democrat               | 7          |                        |                        |                        |                        |                        |                        |                        |
|  | Alianța pentru Unirea Românilor        | 1          |                        |                        |                        |                        |                        |                        |                        |
|  | Uniunea Democrată Maghiară din România | 1          |                        |                        |                        |                        |                        |                        |                        |
|  | Partidul Național Liberal              | 1          |                        |                        |                        |                        |                        |                        |                        |
|  | Uniunea Salvați România                | 1          |                        |                        |                        |                        |                        |                        |                        |

## Atracții turistice
- Biserica de lemn din satul Mărișelu
- Biserica de lemn din satul Măgurele
- Biserica evanghelică din satul Jeica
- Monumentul Eroilor din Jeica
- Monumentul Eroilor din Măgurele
- Rezervația naturală "Râpa cu Păpuși" (2 ha)